# Dimorphotheca ecklonis
Dimorphotheca ecklonis, comúnmente conocida por dimorfoteca, matacabras, estrella polar, margarita del Cabo, caléndula del Cabo, es una especie de planta ornamental del género Dimorphotheca en la familia Asteraceae. Es nativa de Sudáfrica y es cultivada —con sus numerosos cultivares— como ornamental en el mundo entero.

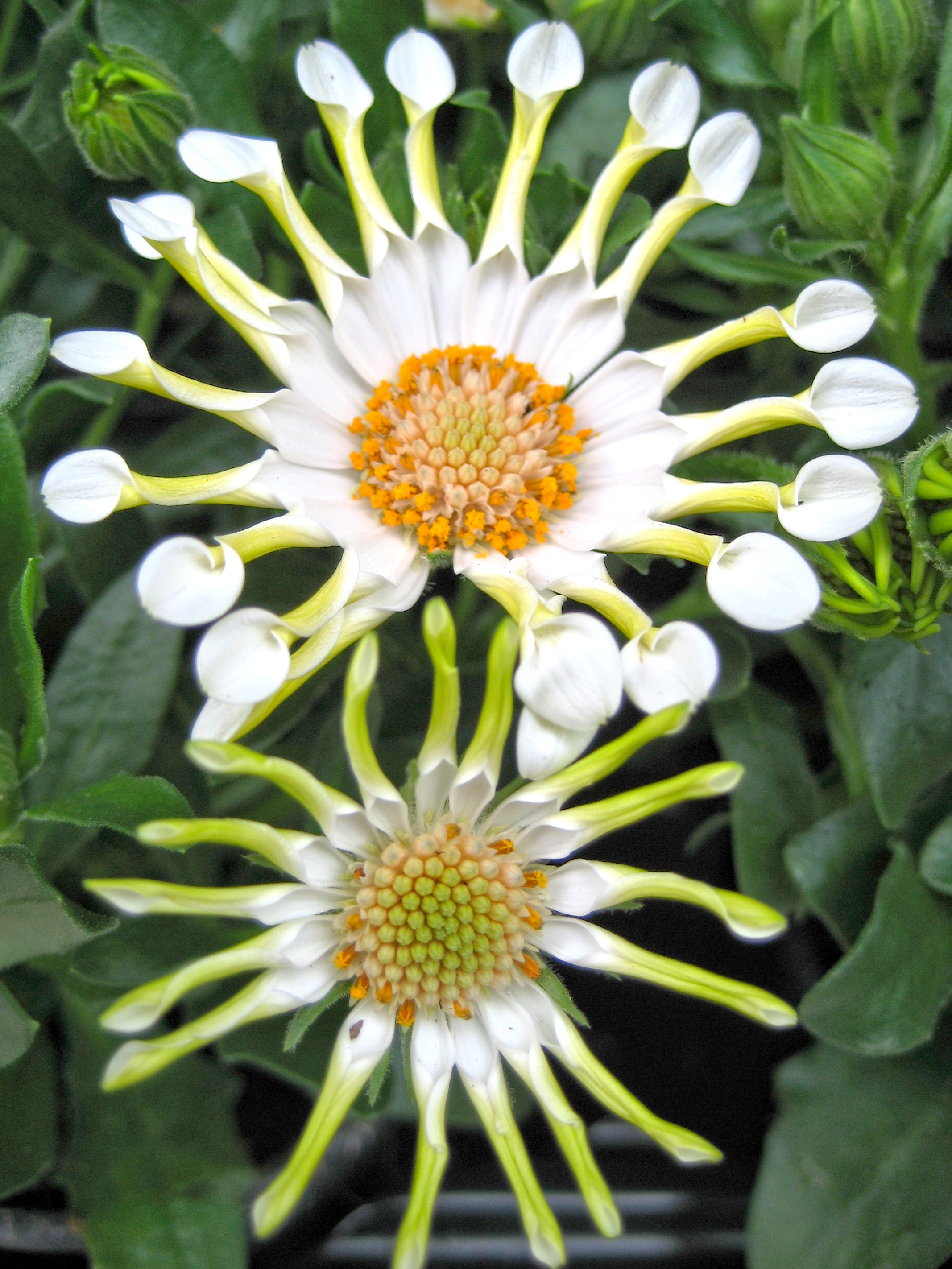
Detalle de las flores

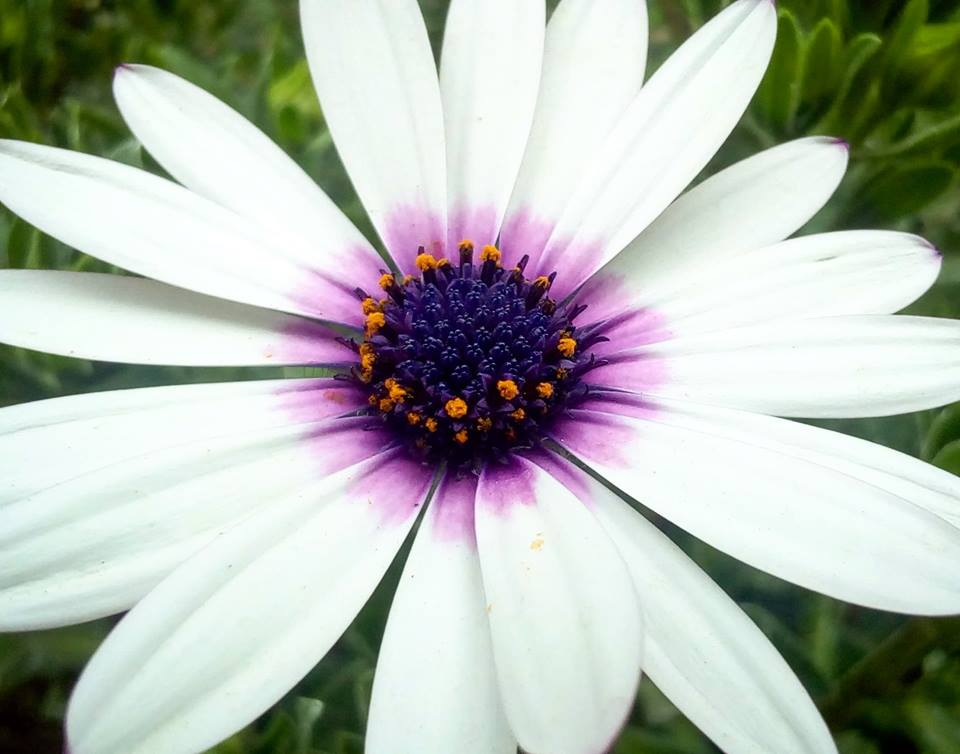
Dimorphotheca ecklonis, variedad de flor.

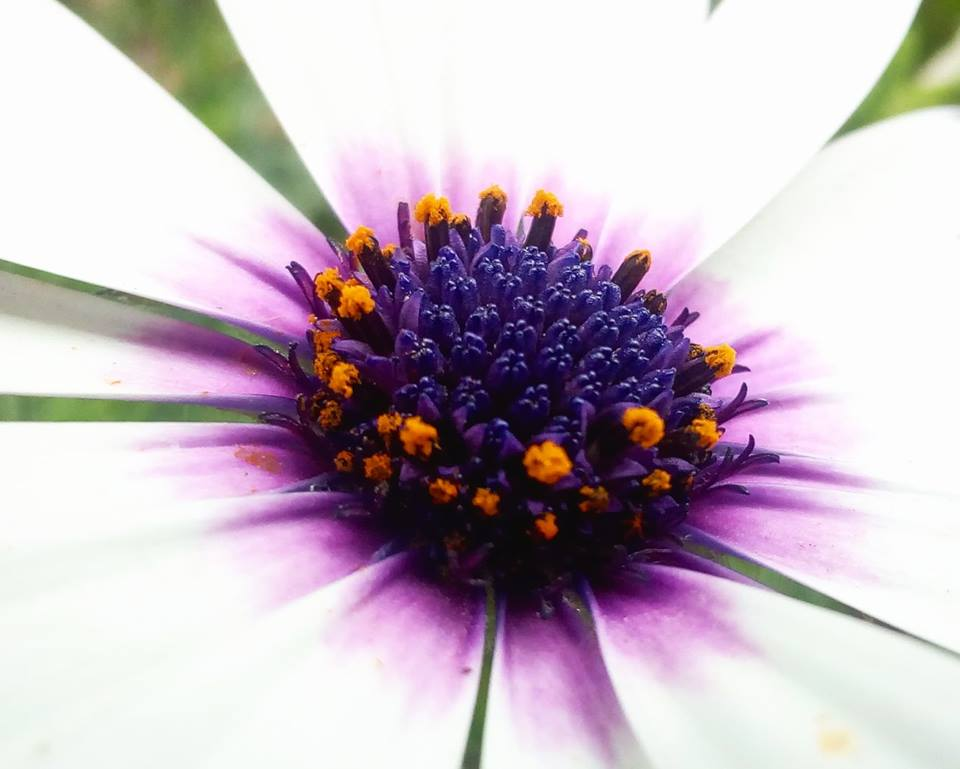
Dimorphotheca ecklonis, variedad de flor.

## Descripción
Es una planta perenne que alcanza hasta 1 m de altura y otros tantos de diámetro, erecta a decumbente. Su base puede ser leñosa.  Las hojas son alternas, sésiles, simples, elípticas, ligeramente suculentas y los márgenes son dentados, llena los extremos de las ramas, aunque las ramas más bajas quedan bastante desnudas.
Las grandes cabezas florales (capítulos) tienen hasta 80 mm de diámetro y se encuentran por separado o en unos pocos grupos en el extremo de las ramas en pedúnculos cortos.  Los rayos florales son largos, de color blanco brillante en la parte superior y de color azul o violeta en la parte inferior. El disco es azul oscuro o púrpura.
Los frutos tienen alrededor de 7 x 3 mm, lisos, obovoides y triangulares.1000-7

## Taxonomía
Dimorphotheca ecklonis fue descrita por Augustin Pyrame de Candolle y publicado en Prodromus Systematis Naturalis Regni Vegetabilis, vol. 6, p. 71, 1837.
Etimología
- Dimorphotheca: nombre genérico prestado del griego διμορφpο (μορφο, forma, y θήκη, caja), refiriéndose al dimorfismo de los frutos de las flores del género.[2]
- ecklonis: epíteto otorgado en honor del botánico danés Christian Friedrich Ecklon.

Sinónimos
- Osteospermum ecklonis[3]